# كرة القدم في دورة الألعاب العربية 1961
كرة القدم في دورة الألعاب العربية 1961 كان الموسم الثالث من كرة القدم في دورة الألعاب العربية، وقد أقيمت منافسات كرة القدم في الدار البيضاء في المغرب خلال الفترة 3-10 سبتمبر 1961 كجزء من دورة الألعاب العربية 1961.

## الفرق المتنافسة
شاركت الدول التالية في البطولة النهائية:
| - الكويت - لبنان - ليبيا | - المغرب (المضيف) - السعودية - الجمهورية العربية المتحدة |

## البطولة النهائية

### تصنيف البطولة
| الفريق                    | لعب | فاز | ت | خسر | له | عليه | ف.أ | نقاط |
| ------------------------- | --- | --- | - | --- | -- | ---- | --- | ---- |
| المغرب                    | 5   | 5   | 0 | 0   | 26 | 6    | +20 | 10   |
| الجمهورية العربية المتحدة | 5   | 4   | 0 | 1   | 29 | 5    | +25 | 8    |
| ليبيا                     | 5   | 2   | 1 | 2   | 13 | 13   | 0   | 5    |
| لبنان                     | 5   | 2   | 0 | 3   | 13 | 9    | +4  | 4    |
| السعودية                  | 5   | 1   | 0 | 4   | 4  | 38   | –34 | 2    |
| الكويت                    | 5   | 0   | 1 | 4   | 3  | 18   | –15 | 1    |

### المباريات
| الجمهورية العربية المتحدة      | 3 – 0 | السعودية |
| ------------------------------ | ----- | -------- |
| بدوي عبد الفتاح 4'، 22'، 69' · |       |          |

| المغرب | 1 – 0 | لبنان |
| ------ | ----- | ----- |
| هدف    |       |       |

| ليبيا     | 2 – 2 | الكويت    |
| --------- | ----- | --------- |
| هدف · هدف |       | هدف · هدف |

| المغرب                            | 6 – 2 | ليبيا     |
| --------------------------------- | ----- | --------- |
| Zidane 10'، 44'، 69'، 80' · ? · ? |       | هدف · هدف |

| الجمهورية العربية المتحدة                                           | 8 – 0 | الكويت |
| ------------------------------------------------------------------- | ----- | ------ |
| Shehta · Badawi · Redha · طه إسماعيل · رفعت الفناجيلي · حسن الشاذلي |       |        |

| لبنان                      | 7 – 1 | السعودية     |
| -------------------------- | ----- | ------------ |
| 9' 27' 43' 56' 64' 78' 85' |       | Al-Wasla 82' |

| المغرب                                                                                                 | 13 – 1 | السعودية |
| --- | ------ | -------- |
| Zidane 16'، 23'، 50'، 64'، 69'، 85' · Lamari 27'، 33'، 37' · Bahij 41'، 67' · Rhiad 44' · Khattabi 62' |        | Bakr 78' |

| الجمهورية العربية المتحدة        | 2 – 1 | ليبيا |
| -------------------------------- | ----- | ----- |
| حسن الشاذلي 13' · طه إسماعيل 74' |       | هدف   |

| لبنان                 | 4 – 0 | الكويت |
| --------------------- | ----- | ------ |
| هدف · هدف · هدف · هدف |       |        |

| المغرب          | 3 – 1 | الكويت |
| --------------- | ----- | ------ |
| هدف · هدف · هدف |       | هدف    |

| الجمهورية العربية المتحدة                     | 4 – 0 | لبنان |
| --------------------------------------------- | ----- | ----- |
| طه إسماعيل 5'، 52' · شحتة 40' · صالح سليم 84' |       |       |

| ليبيا                       | 5 – 1 | السعودية |
| --------------------------- | ----- | -------- |
| هدف · هدف · هدف · هدف · هدف |       | هدف      |

| المغرب                   | 3 – 2                     | الجمهورية العربية المتحدة  |
| ------------------------ | ------------------------- | -------------------------- |
| Zidane 65' · Mohamed 75' | (Egypt withdrew at 2 – 2) | طه إسماعيل 57' · Redha 60' |

| لبنان     | 2 – 3 | ليبيا           |
| --------- | ----- | --------------- |
| هدف · هدف |       | هدف · هدف · هدف |

| الكويت | 0 – 1 | السعودية |
| ------ | ----- | -------- |
|        |       | هدف      |

## وصلات خارجية
- 3rd Pan Arab Games, 1961 (Casablanca, Morocco) - rsssf.com